# Thonne-le-Thil
Thonne-le-Thil és un municipi francès situat al departament del Mosa i a la regió del Gran Est. L'any 2007 tenia 267 habitants.

## Demografia

### Població
El 2007 la població de fet de Thonne-le-Thil era de 267 persones. Hi havia 106 famílies, de les quals 28 eren unipersonals (8 homes vivint sols i 20 dones vivint soles), 41 parelles sense fills, 29 parelles amb fills i 8 famílies monoparentals amb fills.
La població ha evolucionat segons el següent gràfic:
Habitants censats

### Habitatges
El 2007 hi havia 137 habitatges, 110 eren l'habitatge principal de la família, 10 eren segones residències i 16 estaven desocupats. 127 eren cases i 9 eren apartaments. Dels 110 habitatges principals, 90 estaven ocupats pels seus propietaris, 18 estaven llogats i ocupats pels llogaters i 2 estaven cedits a títol gratuït; 13 tenien tres cambres, 34 en tenien quatre i 63 en tenien cinc o més. 78 habitatges disposaven pel capbaix d'una plaça de pàrquing. A 45 habitatges hi havia un automòbil i a 46 n'hi havia dos o més.

### Piràmide de població
La piràmide de població per edats i sexe el 2009 era:
| Homes | Edats   | Dones |
| ----- | ------- | ----- |
| 0     | 95 o +  | 0     |
| 0     | 90 a 94 | 0     |
| 0     | 85 a 89 | 0     |
| 0     | 80 a 84 | 0     |
| 8     | 75 a 79 | 4     |
| 8     | 70 a 74 | 8     |
| 8     | 65 a 69 | 16    |
| 8     | 60 a 64 | 12    |
| 4     | 55 a 59 | 4     |
| 8     | 50 a 54 | 0     |
| 12    | 45 a 49 | 16    |
| 8     | 40 a 44 | 8     |
| 16    | 35 a 39 | 4     |
| 8     | 30 a 34 | 4     |
| 8     | 25 a 29 | 16    |
| 4     | 20 a 24 | 4     |
| 4     | 15 a 19 | 8     |
| 8     | 10 a 14 | 8     |
| 16    | 5 a 9   | 0     |
| 8     | 0 a 4   | 8     |

## Economia
El 2007 la població en edat de treballar era de 159 persones, 107 eren actives i 52 eren inactives. De les 107 persones actives 90 estaven ocupades (56 homes i 34 dones) i 17 estaven aturades (8 homes i 9 dones). De les 52 persones inactives 12 estaven jubilades, 14 estaven estudiant i 26 estaven classificades com a «altres inactius».

### Ingressos
El 2009 a Thonne-le-Thil hi havia 108 unitats fiscals que integraven 255,5 persones, la mediana anual d'ingressos fiscals per persona era de 16.149 €.

### Activitats econòmiques
L'any 2000 a Thonne-le-Thil hi havia 12 explotacions agrícoles.

## Poblacions més properes
El següent diagrama mostra les poblacions més properes.